# 紀元前797年
紀元前797年（きげんぜん797ねん）は、西暦による年。

## 他の紀年法
- 干支 : 甲辰
- 中国
  - 周 - 宣王31年
  - 魯 - 孝公10年
  - 斉 - 成公7年
  - 晋 - 穆侯15年
  - 秦 - 荘公25年
  - 楚 - 熊咢3年
  - 宋 - 戴公3年
  - 衛 - 武公16年
  - 陳 - 釐公35年
  - 蔡 - 釐侯13年
  - 曹 - 戴伯29年
  - 鄭 - 桓公10年
  - 燕 - 釐侯30年
- 朝鮮
  - 檀紀1537年
- ユダヤ暦 : 2964年 - 2965年

## できごと
- 周の宣王が太原の戎を攻撃したが、勝利できなかった。